# Äppelbo socken

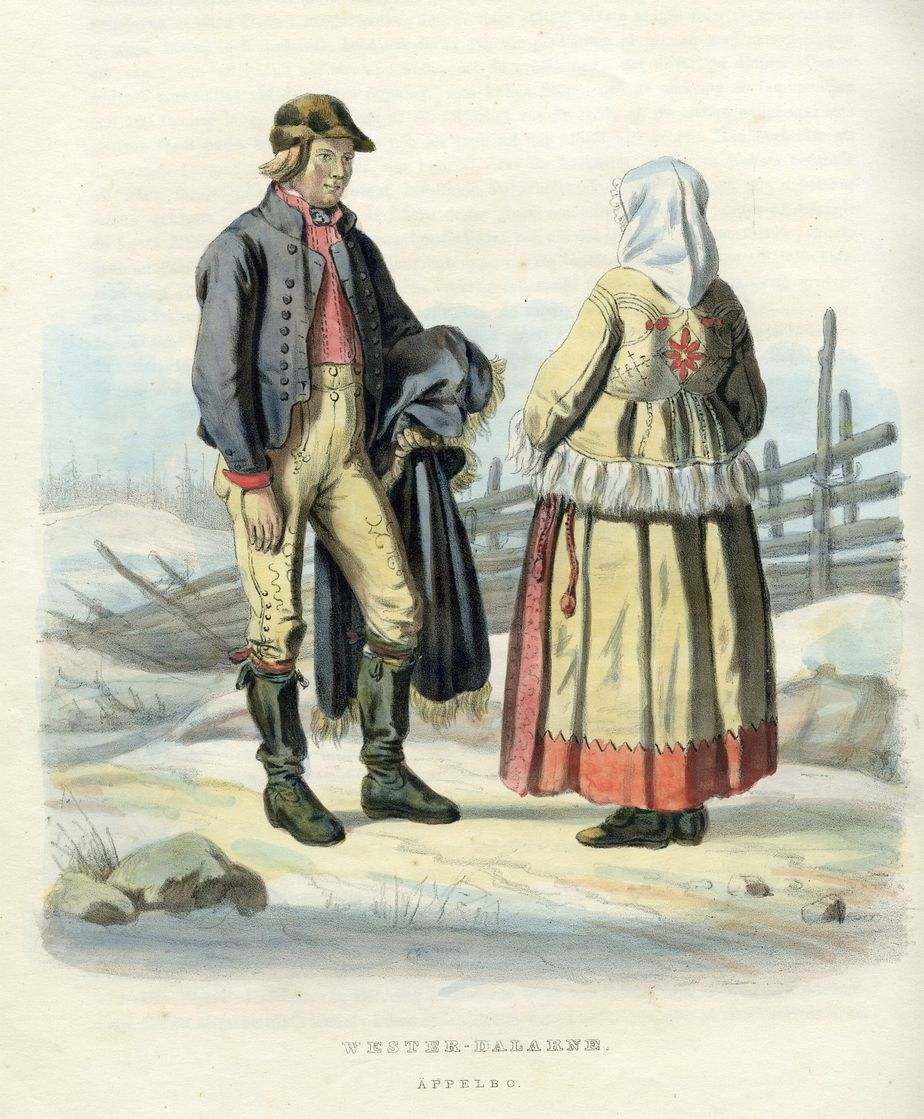
Äppelbodräkt

Äppelbo socken ligger i Dalarna, ingår sedan 1971 i Vansbro kommun och motsvarar från 2016 Äppelbo distrikt.
Socknens areal är 374,70 kvadratkilometer, varav 358,90 land. År 2020 fanns här 949 invånare. Tätorten Äppelbo med sockenkyrkan Äppelbo kyrka ligger i socknen.

## Administrativ historik
Äppelbo socken utbröts tidigt ur Järna socken. 1815 överfördes till Rämmens socken i Värmlands län områdena Höksjön och Skärfjällen. 
Vid kommunreformen 1862 övergick socknens ansvar för de kyrkliga frågorna till Äppelbo församling och för de borgerliga frågorna till Äppelbo landskommun. Landskommunen uppgick 1971 i Vansbro kommun. Församlingen uppgick 2010 i Järna med Nås och Äppelbo församling.
1 januari 2016 inrättades distriktet Äppelbo, med samma omfattning som församlingen hade 1999/2000.
Socknen har tillhört fögderier, tingslag och domsagor enligt vad som beskrivs i artikeln Dalarna. De indelta soldaterna tillhörde Dalaregementet, Vesterdals Kompani.

## Geografi
Äppelbo socken ligger kring Västerdalälven. Socknen har odlingsbygd i älvdalen och är däromkring en myrrik kuperad skogsbygd med höjder som i söder når 561 meter över havet.
Kulturgeografiskt kan Äppelbo socken delas in i tre huvudområden:
- Centralbygden vid Västerdalälven, med tätorten Äppelbo samt ett antal byar, exempelvis Lappheden, Nordibyn, Ovanheden, Stensbo, Österby, Born, Hunflen, Näset, Grossheden, Roddarheden, Storbyn, Torvallen, Mattheden, Sälen, Tuvheden, Opsaheden, Risheden, Forsbäckheden och Sörombäcken. Vanligen pratar man om tre byar, nämligen Ovanheden, Rågsveden och Sälen.
- Fäbodmarkerna i skogarna norr och söder om centralbygden. Här finner man bland andra de ännu levande fäbodarna Risåsen och Brudskogen.
- Äppelbo finnmark längst i söder vid gränsen till Värmlands län, med bland andra byarna Nybofjäll, Sågbyn och Sågen. Fram till 1815 sträckte sig socknen längre söderut, men en stor del av Äppelbo finnmark överfördes då till Rämmens socken.

I den naturliga amfiteatern i Lämåsen vid Busjön, går varje år hembygdsspelet Trollbröllopet, som bygger på en gammal sägen från Äppelbo.

## Historik
Ett gravfält med stensättningar är funna vid Harn i Busjön. Från den tidiga järnåldern finns talrika slaggförekomster. Bland lösfynden från stenåldern kan nämnas trindyxor, skifferdolkar, spjutspetsar, och eldslagningsstenar de har hittats efter älvens stränder och tillrinnande åar. Slagg efter järnframställning kan återfinns på flera platser i socknen främst efter Noret, som är Busjöns avrinning ut i Västerdalälven. 
Under Gustav Vasa byggdes den tidigare kyrkan. Den utvidgades sedan år 1664, för att 1771 ersättas av en större, timrad kyrka. Fram till 1880 fanns också en klockstapel vid sidan om kyrkan, denna revs sagda år och ersattes av ett torn sammanbyggt med kyrkan.
Ett flertal sägner finns också om hur Äppelbo blivit befolkat. En är att bönder från Leksand kom hit och anlade fäbodar på Säla.

## Namnet
Namnet (1417 Äplabodum) kommer ursprungligen från fäbodar varifrån efterleden bod kommer. Förleden äpple kan syfta på en eller ett bestånd av vildapel.

## Befolkningsutveckling
Folkmängden i Järna med Nås och Äppelbo församling var 6 805 år 2010.
| Befolkningsutvecklingen i Äppelbo socken 1750–2020 | Befolkningsutvecklingen i Äppelbo socken 1750–2020 | Befolkningsutvecklingen i Äppelbo socken 1750–2020 | Befolkningsutvecklingen i Äppelbo socken 1750–2020 | Befolkningsutvecklingen i Äppelbo socken 1750–2020 |
| --- | -------------------------------------------------- | -------------------------------------------------- | -------------------------------------------------- | -------------------------------------------------- |
| |                                                    |                                                    |                                                    |                                                    |
| År |                                                    |                                                    | Folkmängd                                          |                                                    |
| 1750 | 1750                                               |                                                    | 625                                                |                                                    |
| 1760 | 1760                                               |                                                    | 747                                                |                                                    |
| 1769 | 1769                                               |                                                    | 884                                                |                                                    |
| 1780 | 1780                                               |                                                    | 824                                                |                                                    |
| 1790 | 1790                                               |                                                    | 946                                                |                                                    |
| 1810 | 1810                                               |                                                    | 941                                                |                                                    |
| 1820 | 1820                                               |                                                    | 920                                                |                                                    |
| 1830 | 1830                                               |                                                    | 1 138                                              |                                                    |
| 1840 | 1840                                               |                                                    | 1 243                                              |                                                    |
| 1850 | 1850                                               |                                                    | 1 456                                              |                                                    |
| 1860 | 1860                                               |                                                    | 1 608                                              |                                                    |
| 1870 | 1870                                               |                                                    | 1 708                                              |                                                    |
| 1880 | 1880                                               |                                                    | 1 821                                              |                                                    |
| 1890 | 1890                                               |                                                    | 1 698                                              |                                                    |
| 1900 | 1900                                               |                                                    | 1 648                                              |                                                    |
| 1910 | 1910                                               |                                                    | 1 614                                              |                                                    |
| 1920 | 1920                                               |                                                    | 1 643                                              |                                                    |
| 1930 | 1930                                               |                                                    | 1 603                                              |                                                    |
| 1940 | 1940                                               |                                                    | 1 515                                              |                                                    |
| 1950 | 1950                                               |                                                    | 1 586                                              |                                                    |
| 1960 | 1960                                               |                                                    | 1 551                                              |                                                    |
| 1970 | 1970                                               |                                                    | 1 265                                              |                                                    |
| 1980 | 1980                                               |                                                    | 1 112                                              |                                                    |
| 1990 | 1990                                               |                                                    | 1 046                                              |                                                    |
| 2020 | 2020                                               |                                                    | 949                                                |                                                    |
| Anm: Källor: Tabellverkets arkiv, Umeå universitet - Tabellverket 1749-1859, Demografiska databasen, CEDAR, Umeå universitet, Folkmängden per distrikt, landskap, landsdel eller riket efter kön. År 2015 - 2022. |                                                    |                                                    |                                                    |                                                    |

## Personer med anknytning till bygden
- Kenneth Eriksson
- Göran Högosta
- Sofia Rågenklint